# 紹斯波因特鎮區 (北卡羅萊納州加斯頓縣)
紹斯波因特鎮區（英語：South Pint Township）是位於美國北卡羅萊納州加斯頓縣的一個鎮區。

## 地方資料
紹斯波因特鎮區的面積為149.18平方千米，皆為陸地。根據2020年美國人口普查的數據，當地共有人口48410人，而人口密度為每平方千米324.51人。